# Levan Maghradze
Levan Maghradze (in georgiano ლევან მაღრაძე?; Tbilisi, 5 dicembre 1977) è un ex calciatore georgiano, di ruolo difensore.